# Adelajda Schaumburg-Lippe
Friederike Adelheid Marie Luise Hilda Eugenie Adelajda Schaumburg-Lippe (ur. 22 września 1875 w Ratibořskich Horach, zm. 27 stycznia 1971 w Ballenstedt) – księżniczka Schaumburg-Lippe i poprzez małżeństwo ostatnia księżna Saksonii-Altenburg (1908-1918).
Urodziła się jako bratanica księcia Schaumburg-Lippe Adolfa I. Jej rodzicami byli młodszy brat monarchy książę Wilhelm i jego żona księżna Batylda.
17 lutego 1898 w Bückeburgu poślubiła przyszłego księcia Saksonii-Altenburg Ernesta II (na tron wstąpił on po śmierci swojego stryja księcia Ernesta I 7 lutego 1908). Para miała czworo dzieci:
- księżniczkę Szarlottę Agnieszkę (1899-1989)
- księcia Jerzego Maurycego (1900-1991), ostatniego następcę tronu Saksonii-Altenburg
- księżniczkę Elżbietę (1903-1991)
- księcia Fryderyka Ernesta (1905-1985)

Po klęsce Cesarstwa w I wojnie światowej i wybuchu rewolucji listopadowej w 1918 książę Ernest II podobnie jak wszyscy niemieccy monarchowie został zmuszony do abdykacji. 17 stycznia 1920 Adelajda i Ernest rozwiedli się.